# Síndrome de disfunció multiorgànica
La síndrome de disfunció multiorgànica (SDMO), antigament coneguda com a fallada multiorgànica, fallada orgànica múltiple o fracàs multiorgànic (FMO), és la presència d'alteracions en la funció de dos o més òrgans en un pacient malalt, que requereix d'intervenció clínica per aconseguir mantenir l'homeòstasi.

## Causa
La síndrome sol derivar d'una infecció, lesions (accident, cirurgia), hipoperfusió i hipermetabolisme. La causa principal desencadena una resposta inflamatòria incontrolada. La sèpsia és la causa més freqüent de la SDMO i pot causar xoc sèptic. En absència d'infecció, un trastorn similar a la sèpsia es denomina síndrome de resposta inflamatòria sistèmica (SRIS). Tant la SRIS com la sèpsia podrien progressar a una SDMO. Tot i així, en un terç dels pacients no es pot trobar un focus primari. La SDMO està ben establerta com a etapa final d'un continu: SRIS + infecció -> sèpsia -> sèpsia severa -> SDMO.

## Diagnòstic
La Societat Europea de Cures Intensives va organitzar una reunió de consens el 1994 per crear la puntuació "Evaluació de la fallada d'òrgans relacionada amb la sèpsia (SOFA)" per descriure i quantificar el grau de disfunció d'òrgans en sis sistemes d'òrgans. Usant variables fisiològiques similars es va desenvolupar la puntuació de la SDMO.
S'han suggerit quatre fases clíniques:
- Estadi 1: el pacient ha augmentat les necessitats de volum i una alcalosi respiratòria lleu, acompanyada d'oligúria, hiperglicèmia i augment de la necessitat d'insulina.
- Estadi 2: el pacient presenta taquipnea, hipocàpnia i hipoxèmia; desenvolupa una disfunció hepàtica moderada i possibles anomalies hematològiques.
- Estadi 3: el pacient desenvolupa xoc amb azotèmia i trastorns de l'equilibri àcid-base; presenta anomalies de coagulació importants.
- Estadi 4: el pacient depèn de vasopressors i està amb oligúria o anúria; posteriorment desenvolupa colitis isquèmica i acidosi làctica.